# Gouvernement Bessarabië
Het gouvernement Bessarabië (Russisch: Бессарабская губерния, Bessarabskaja goebernija) was een gouvernement (goebernija) van het keizerrijk Rusland. Het gouvernement bestond van 1873 tot 1918. Het gouvernement grensde aan het gouvernement Podolië en het gouvernement Cherson en aan de Zwarte Zee.

## Geschiedenis
De voorloper van het gouvernement ontstond na de Vrede van Boekarest waar het Ottomaanse Bessarabië in 1812 onderdeel werd van het Russische Rijk. Het gebied kwam grotendeels overeen met de Ottomaanse vazalstaat Moldavië en was tot 1873 een oblast tot de gouverneur-generaal van Nieuw-Rusland het gebied de status van gouvernement gaf. Na de Krimoorlog moest Rusland in 1856 de steden Cahul, Bolgrad en Ismail aan de Donau-monding aan het Ottomaanse Rijk teruggeven. Deze gebieden werden door de Russen na de Russisch-Ottomaanse Oorlog van 1878 heroverd.
De andere gebieden die onderdeel waren van het gouvernement-generaal Nieuw-Rusland werden als gebieden voor kolonisatie bestemd waar naast de Roemeenstalige autochtonen Russen, Oekraïners en Gagaoezen, maar ook Duitstaligen (Bessarabië-Duitsers) en Bulgaren kwamen te wonen. Zij werden in eigen dorpen gehuisvest. Net als in alle andere geannexeerde gebieden in het tsaristische rijk werd ook hier na het midden van de 19e eeuw een politiek van Russificering ingezet. Hierdoor werd de politieke macht van de Moldavische Bojaren in 1828 tijdens een bijeenkomst van hun vertegenwoordigers beperkt waardoor de Bojaarse adel met de Russische adel geassimileerd werd.
In de Eerste Wereldoorlog werd het gebied in 1917 bezet door de Centrale mogendheden. Roemenië koos toen de zijde van de Geallieerden en de Sfatul Țării werd als voorlopige regering aangesteld, waarna Bessarabië onderdeel van Groot-Roemenië zou worden. 
Zie voorts Bessarabië.